# Michel de Ré
Michel de Ré (25 de febrero de 1925-15 de marzo de 1979) fue un escenógrafo y actor teatral, cinematográfico y televisivo de nacionalidad francesa.

## Biografía
Nacido en París, Francia, su verdadero nombre era Michel-Alexandre-Jean-Lucien Gallieni. 
Michel de Ré fue uno de los primeros artistas en actuar en el cabaret La Rose rouge, inaugurado en 1947, con su espectáculo En famille, basado en un texto de Jacques Prévert. Hombre de teatro, fue también el protagonista de una popular serie televisiva, Commandant X, de Guillaume Hanoteau y Jean-Paul Carrère, emitida entre 1962 y 1964.
Nieto del mariscal Joseph Gallieni, estuvo casado hasta 1950 con Heddy Einstein, hija del pintor William Einstein. Posteriormente fue compañero sentimental de la actriz Martine Sarcey.
Michel de Ré falleció en París, Francia, en 1979.

## Teatro

### Actor
- 1949 : La Tour Eiffel qui tue, de Guillaume Hanoteau, escenografía de Michel de Ré, Théâtre du Vieux-Colombier
- 1951 : Treize pièces à louer, 13 piezas cortas, escenografía de Michel de Ré, Théâtre du Quartier latin
- 1952 : L'Amour en papier, de Louis Ducreux, escenografía de Michel de Ré, Théâtre du Quartier latin
- 1953 : Sens interdit, de Armand Salacrou, escenografía de Michel de Ré, Théâtre du Quartier latin
- 1954 : La Tour Eiffel qui tue, de Guillaume Hanoteau, escenografía de Michel de Ré, Théâtre du Quartier latin
- 1954 : La Bande à Bonnot, de Henri-François Rey, escenografía de Michel de Ré, Théâtre du Quartier latin
- 1958 : Les Carabiniers, de Beniamino Joppolo, escenografía de Michel de Ré, Théâtre d'Aujourd'hui
- 1958 : L'Épouvantail, de Dominique Rolin, escenografía de André Barsacq, Théâtre de l'Œuvre
- 1961 : La vida es sueño, de Pedro Calderón de la Barca, escenografía de André Charpak, Festival de Montpellier
- 1961 : Arden de Feversham, adaptación de Yves Jamiaque, escenografía de Bernard Jenny, Théâtre du Vieux-Colombier
- 1961 : William Conrad, de Pierre Boulle, escenografía de André Charpak, Théâtre Récamier
- 1962 : Frank V, de Friedrich Durrenmatt, escenografía de Claude Régy y André Barsacq, Théâtre de l'Atelier
- 1962 : L'Échange, de Paul Claudel, escenografía de Guy Suarès, Théâtre Hébertot
- 1962 : La Pensée, de Leonid Andréiev, escenografía de Laurent Terzieff, Théâtre Hébertot
- 1962 : Johnnie Cœur, de Romain Gary, escenografía de François Périer, Théâtre de la Michodière
- 1963 : Le Satyre de la Villette, de René de Obaldia, escenografía de André Barsacq, Théâtre de l'Atelier
- 1963 : L'Otage, de Paul Claudel, escenografía de Bernard Jenny, Théâtre des Célestins
- 1964 : Nicomedes, de Pierre Corneille, escenografía de Roger Mollien, Festival de Aviñón
- 1964 : Bonheur, impair et passe, de Françoise Sagan, escenografía de Claude Régy y Françoise Sagan, Théâtre Édouard VII
- 1965 : Œil public, de Peter Shaffer, escenografía de Michel Fagadau, Théâtre de la Gaîté-Montparnasse
- 1965 : La loca de Chaillot, de Jean Giraudoux, escenografía de Georges Wilson, Teatro Nacional Popular y Théâtre de Chaillot
- 1966 : La Polka des lapins, de Tristan Bernard,  escenografía de Nicole Anouilh, Théâtre Edouard VII
- 1966 : Becket, de Jean Anouilh, escenografía del autor y Roland Piétri, Théâtre Montparnasse
- 1968 : Après la pluie, de John Bowen, escenografía de René Dupuy, Théâtre de l'Athénée
- 1968 : Nous dansions..., de Noel Coward, escenografía de Jacques Mauclair, Théâtre Saint-Georges
- 1969 : Le Soldat inconnu et sa femme, de Peter Ustinov, escenografía del autor, Théâtre des Ambassadeurs y Théâtre des Célestins
- 1970 : Et à la fin était le bang, de René de Obaldia, escenografía de Michel de Ré, Festival de Vaison-la-Romaine
- 1970 : Jarry sur la butte (a partir de las obras completas de Alfred Jarry), escenografía de Jean-Louis Barrault, Élysée-Montmartre
- 1971 : No habrá guerra de Troya, de Jean Giraudoux, escenografía de Jean Mercure, Théâtre de la Ville, Festival de Aviñón
- 1971 : Un songe pour une nuit d'été, de Michel de Ré, escenografía del autor, Festival de Vaison-la-Romaine
- 1972 : Santé publique, de Peter Nichols, escenografía de Jean Mercure, Théâtre de la Ville
- 1973 : L'Île pourpre, de Mijaíl Bulgákov, escenografía de Jorge Lavelli, Théâtre de la Ville
- 1974 : L'Odyssée pour une tasse de thé, de Jean-Michel Ribes, escenografía del autor, Théâtre de la Ville
- 1975 : La Guérite, de Jacques Audiberti, escenografía de Jacques Rosny y Yves Bureau, Théâtre de Boulogne-Billancourt
- 1975 : Othon, de Pierre Corneille, escenografía de Jean-Pierre Miquel, Teatro del Odéon
- 1976 : Don Juan, de Max Frisch, escenografía de Jean-Pierre Miquel, Comédie-Française en el Teatro del Odéon
- 1978 : La Ville, de Paul Claudel, escenografía de Anne Delbée, Rencontres de Brangues

### Director
- 1949 : La Tour Eiffel qui tue, de Guillaume Hanoteau, Théâtre du Vieux-Colombier
- 1949 : La Perle du colorado, de Michel de Ré, Théâtre du Vieux-Colombier
- 1951 : Mi-figue mi-raisin, de Jean Tardieu, Théâtre du Quartier Latin
- 1951 : Treize pièces à louer, Théâtre du Quartier Latin
- 1952 : L'Amour en papier, de Louis Ducreux, Théâtre du Quartier Latin
- 1953 : Sens interdit, de Armand Salacrou, Théâtre du Quartier Latin
- 1953 : Actes de grâce, espectáculo en tres piezas, Théâtre du Quartier Latin : 
  - Les Aveux les plus doux, de Georges Arnaud
  - Fraternité, de Fernand Fleuret y Georges Girard
  - La Tête des autres, de Marcel Aymé
- 1953 : Le Diable à quatre, de Louis Ducreux, Théâtre Montparnasse
- 1953 : Le Chauffeur, de Max Maurey, Théâtre du Grand-Guignol
- 1953 : La Garce et l'ange, de Frédéric Dard, Théâtre du Grand Guignol
- 1953 : Les Reliques, de André de Richaud, Théâtre du Vieux-Colombier
- 1954 : La Tour Eiffel qui tue, de Guillaume Hanoteau, Théâtre du Quartier Latin
- 1954 : La Bande à Bonnot, de Henri-François Rey, Théâtre du Quartier Latin
- 1955 : Festival en la Comédie Caumartin :
  - Le Mot de Cambronne, de Sacha Guitry
  - Les Barbes nobles, de André Roussin
  - L’Oiseau parleur, de André de Richaud
- 1955 : Clotilde du Nord, de Louis Calaferte, Comédie de Paris
- 1956 : L'Homme du destin, de George Bernard Shaw, Théâtre de l'Alliance française
- 1956 :  Le Secret, de André de Richaud
- 1957 : Ne faites pas l'enfant, de Roger Feral, Teatro del Ambigu-Comique
- 1958 : Les Carabiniers, de Beniamino Joppolo, Théâtre de l'Alliance Française
- 1958 : La Bonne Anna, de Marc Camoletti, Théâtre des Capucines, Comédie-Wagram
- 1958 : Lady Godiva, de Jean Canolle, Théâtre de Paris
- 1958 : Fausto, de Goethe, Théâtre de l'Alliance française
- 1959 : Connaissez-vous la voie lactée ?, de Karl Wittlinger, Théâtre des Mathurins
- 1960 : John Smith 1er, de Jaime Silas, Théâtre de l'Œuvre
- 1960 : Rosa la Rose, de Ange Bastiani, Théâtre des Capucines
- 1960 : La Jubilaire, de Joseph Breitbach, Théâtre Hébertot
- 1961 : Une demande en mariage, de Simone Dubreuilh, Théâtre de l'Alliance française
- 1962 : Androclès et le lion, de George Bernard Shaw, Festival de Vaison-la-Romaine
- 1962 : Le Fils d'Achille, de Claude Chauvière, Théâtre des Nouveautés
- 1963 : Sémiramis, de Marc Camoletti, Théâtre Édouard VII
- 1965 : Jonas, de Élie-Georges Berreby, Théâtre du Vieux-Colombier
- 1966 : Como gustéis, de William Shakespeare
- 1969 : Amor de don Perlimplín con Belisa en su jardín, de Federico García Lorca, Festival d'Anjou
- 1969 : Le Carrosse du Saint-Sacrement, de Prosper Mérimée, Festival d'Anjou
- 1969 : Fausto, de Goethe, Festival d'Anjou
- 1969 : Un sombrero de paja de Italia, de Eugène Labiche, Festival d'Anjou
- 1970 : Et à la fin était le bang, de René de Obaldia, Festival de Vaison-la-Romaine
- 1971 : Un songe pour une nuit d'été, de Michel de Ré, Festival de Vaison-la-Romaine

## Filmografía

### Cine
- 1960 : La Millième Fenêtre, de Robert Ménégoz
- 1961 : Le Pavé de Paris, de Henri Decoin
- 1961 : Le Rendez-vous de minuit, de Roger Leenhardt
- 1961 : Ce soir ou jamais, de Michel Deville
- 1962 : L'Empire de la nuit, de Pierre Grimblat
- 1962 : Les dimanches de Ville d'Avray, de Serge Bourguignon
- 1962 : La Poupée, de Jacques Baratier
- 1962 : Le Petit Garçon de l'ascenseur, de Pierre Granier-Deferre
- 1963 : Le vice et la vertu, de Roger Vadim
- 1963 : Ballade pour un voyou, de Claude-Jean Bonnardot
- 1964 : Les Cabinets particuliers, de Alain Boudet
- 1964 : Elle est à tuer, de Dossia Mage
- 1964 : Angélique marquise des anges, de Bernard Borderie
- 1965: Fifi la plume, de Albert Lamorisse
- 1966 : Paris au mois d'août, de Pierre Granier-Deferre
- 1966 : Soleil noir, de Denys de La Patellière
- 1967 : Johnny Banco, de Yves Allégret
- 1967 : Les Arnaud, de Léo Joannon
- 1967 : Max le débonnaire
- 1967 : Le désordre a vingt ans, de Jacques Baratier
- 1968 : Les Cracks, de Alex Joffé
- 1972 : La Pente douce, de Claude d'Anna
- 1975 : Le Faux-cul, de Roger Hanin
- 1975 : Le Chant du départ, de Pascal Aubier
- 1975 : Les Noces de porcelaine, de Roger Coggio
- 1977 : La encajera, de Claude Goretta

### Televisión
- 1962 : Le Joueur, de François Gir
- 1962 : Le mal court, d'Alain Boudet
- 1962-1964 : Commandant X, de Jean-Paul Carrère (7 episodios)
- 1963 : L'inspecteur Leclerc enquête, episodio Knock-out, de Serge Friedman
- 1963: La Route
- 1964 : L'Enlèvement d'Antoine Bigut, de Jacques Doniol-Valcroze
- 1965 : Le Dossier Pyrénées, de Jean-Paul Carrère
- 1965 : La Misère et la Gloire, de Henri Spade
- 1965-1966 : Les Dossiers de Jérôme Randax (3 episodioss)
- 1966 : La Tour Eiffel qui tue, de Jean-Roger Cadet y Michel de Ré
- 1966 : Marie Tudor, de Abel Gance
- 1972 : Au théâtre ce soir : Cet étrange animal, de Gabriel Arout, escenografía de Michel de Ré, dirección de Pierre Sabbagh, Théâtre Marigny
- 1972 : 4500 kilos d'or pur, de Philippe Ducrest
- 1972 : Au théâtre ce soir : Mascarin, de José-André Lacour, escenografía de Michel de Ré, dirección de Georges Folgoas, Théâtre Marigny
- 1973 : La Belle au bois dormant, de Robert Maurice
- 1973 : La Duchesse d'Avila, de Philippe Ducrest
- 1973 : L'Éducation sentimentale, de Marcel Cravenne
- 1973 : Au théâtre ce soir : Édouard, mon fils, de Robert Morley y Noel Langley, escenografía de Jacques Ardouin, dirección de Georges Folgoas, Théâtre Marigny
- 1978 : Las brigadas del tigre, de Victor Vicas, episodio Le Village maudit
- 1978 : Le Petit Théâtre d'Antenne 2 : Le Jubilée, de Gérard Thomas
- 1978 : L'inspecteur mène l'enquête, episodio De main de maître